# James Michel
James Michel, född 16 augusti 1944 på Mahé, är en seychellisk politiker. Han var Seychellernas statschef och regeringschef från 2004 till 2016. Som president efterträdde han Albert René och efterträddes själv av Danny Faure. Innan dess var han vice president.